# سامي كون
سامي كون (بالإنجليزية: Sammy Conn)‏ هو لاعب كرة قدم ومدرب كرة قدم بريطاني في مركز الوسط، ولد في 26 أكتوبر 1961 في لانارك ‏ في المملكة المتحدة، وتوفي في 17 أغسطس 2014 في آير في المملكة المتحدة. لعب مع نادي ألبيون روفرز ونادي فالكيرك ونادي كاودينبيث.